# Museu Cernuschi
El museu Cernuschi, originalment i en francès Musée Cernuschi, és un museu especialitzat en art xinès al número 7 de l'avenue Vélasque de París. L'origen d'aquest museu d'art és la donació que va fer l'any 1896 el banquer Henri Cernuschi a la ciutat de París tant del seu palau (tocant al parc Monceau) com de la seva col·lecció que va anar acumulant en la seva volta al món. Destaca el conjunt d'art xinès: terrissa neolítica, bronzes arcaics, estàtues budistes i petites estàtues funeràries així com pintures del segle xx. Una de les joies de la col·lecció és la pintura sobre seda Cavalls i palafreners, obra mestra de la pintura Tang. L'autor d'una obra del 1887, reeditada diverses vegades, sobre art xinès, Maurice Paleólegue, fa diverses referències a peces xineses pertanyents a la "col·lecció Cernuschi".